# Dioon pectinatum
Dioon pectinatum (synoniem: Dioon mejiae) is een palmvaren uit de familie Zamiaceae. De soort komt voor in Honduras.